# Марков Олексій Михайлович
Олексій Марков  (рос. Алексей Михайлович Марков, 26 травня 1979) — російський велогонщик, олімпійський медаліст.

## Виступи на Олімпіадах
| Олімпіада    | Дисципліна                                      | Місце |
| ------------ | ----------------------------------------------- | ----- |
| Атланта 1996 | Індивідуальна гонка переслідування, 4000 метрів | 4     |
| Атланта 1996 | Командна гонка переслідування, 4000 метрів      | 2     |
| Сідней 2000  | Індивідуальна гонка переслідування, 4000 метрів | 13    |
| Сідней 2000  | Командна гонка переслідування, 4000 метрів      | 8     |
| Сідней 2000  | Очкова гонка                                    | 3     |
| Афіни 2004   | Індивідуальна гонка переслідування, 4000 метрів | 10    |
| Афіни 2004   | Командна гонка переслідування, 4000 метрів      | 9     |
| Пекін 2008   | Індивідуальна гонка переслідування, 4000 метрів | 4     |
| Пекін 2008   | Командна гонка переслідування, 4000 метрів      | 6     |
| Пекін 2008   | Медісон                                         | 3     |